# Shkodër
Shkodër là một đô thị trong quận Shkodër thuộc hạt Shkodër, Albania. Dân số năm 2005 là 83598 người.